# Prix de Rome (Belgio)
Il Prix de Rome belga (in olandese Prijs van Rome) è una borsa di studio per giovani artisti istituita nel 1832 seguendo l'esempio del più celebre Prix de Rome francese e, sebbene non formalmente abolito, non più assegnata dal 1975. L'Accademia reale di belle arti di Anversa fu l'istituto organizzatore del premio fino al 1920, anno in cui divenne di responsabilità diretta del governo nazionale. Il premio, a rotazione, è stato assegnato a diversa categorie; pittura, composizione, scultura e architettura. A volte ci si riferisce al primo premio con il nome di Grand Prix de Rome.

## Elenco parziale dei vincitori
- 1832: Antoine Wiertz, pittura[2]
- 1838: Robert-Julien Van Maldeghem, musica[3]
- 1842: Jean Portaels, pittura[4]
- 1843: Victor Lagye, pittura[5]
- 1845: Adolphe Samuel, musica[6]
- 1846: Jozef Geefs, scultura[7]
  - Secondo premio: Joseph-Jacques Ducaju[7]
- 1847: François-Auguste Gevaert, musica[8]
  - Secondo premio: Jacques-Nicolas Lemmens[9]
- 1847: Joseph Stallaert, pittura[4]
- 1848: Joseph Bal, incisione[10]
- 1849: Alexander Stadtfeldt, musica[11]
- 1850: Louis Delbeke, pittura[4]
- 1851: Eduard Lassen, musica[12]
  - Secondo premio: Jean-Baptiste Rongé[13]
- 1852: Ferdinand Pauwels, pittura[4]
- 1855: Pierre De Mol, musica[14]
- 1855: Gustave-Joseph Biot, pittura[10]
- 1857: Peter Benoit, musica[15]
- 1857: Polydore Beaufaux, pittura[10]
- 1858: Frans Baeckelmans, architettura[16]
- 1859: Jean-Théodore Radoux, musica[17]
- 1862: Louis Delacenserie, architettura[18]
- 1863: Henri-Joseph Dupont, musica[19]
- 1864: Frans Deckers, scultura[20]
- 1865: Gustave Huberti, musica[21]
  - Secondo premio: Gustave-Jean-Constant-Marie Van Hoey[22]
- 1866: Joseph Naert, architettura[23]
- 1869: Jean-Baptiste Vanden Eeden, musica[24]
  - Secondo premio: Félix Pardon[25]
- 1870: Xavier Mellery, pittura[26]
- 1871: Ernest Dieltiens, architettura[27]
- 1871: Guillaume Demol, musica[28]
- 1877: Julien Dillens, scultura[29]
- 1877: Edgar Tinel, musica[30]
  - Secondo premio: Julien-Jean Simar[31]
- 1879: Rémy Cogghe, pittura[32]
- 1881: Sylvain Dupuis, musica[33]
- 1882: Guillaume Charlier, scultura[34]
- 1883: Florimond Marie Van Acker, pittura[35]
- 1884: Eugène Dieltiens, architettura[36]
- 1885: Leon Dubois, musica[37]
- 1885: Julius Anthone, scultura[29]
- 1886: Constant Montald, pittura[38]
- 1887: Pierre Heckers, musica[39]
- 1887: Charles De Wulf, architettura[40]
- 1889: Paul Gilson, musica[41]

- 1891: Paul-Henri-Joseph Lebrun, musica[42]
  - Secondo premio: Guillaume Lekeu[43], Charles-Antoine Smulders[44]
- 1893: Lodewijk Mortelmans, musica[45]
  - Secondo premio: Joseph Vander Meulen[46]
- 1895: Jean Delville, pittura[47]
- 1895: Martin Lunssens, musica[48]
  - Secondo premio: Nicolas Daneau[49]
- 1897: Joseph Jongen, musica[50]
- 1899: François Rasse, musica[37]
  - Secondo premio: Albert Dupuis[51]
- 1901: Adolphe Biarent, musica[52]
- 1902: Triphon De Smet, architettura[53]
- 1909: Robert Herberigs, musica[1]
- 1909: Marcel Rau, scultura[54]
  - Secondo premio: Geo Verbanck[55]
- 1911: Michel Brusselmans, musica[56]
- 1911: Louis Buisseret, incisione[57]
- 1913: Léon Jongen, musica[50]
- 1920: René Barbier, musica[58]
- 1924: Edgard Steurbaut, architettura[59]
- 1927: Jeanne Louise Milde, scultura[60]
- 1932: Jean Boedts, incisione[61]
- 1932: Willy Kreitz, scultura[62]
- 1933: Jozef-Louis Stynen, architettura[63]
- 1933: Prosper Van Eechaute, musica[64]
- 1935: Alphonse Darville, scultura[65]
- 1936: Victor Blommaert, architettura[16]
- 1937: Jan Cobbaert, pittura[66]
- 1937: Léon Simar, musica[67]
- 1940: Gustave Camus, pittura[68]
- 1943: Henri Brasseur, pittura[69]
- 1943: Jean Louel, musica[70]
  - Secondo premio: Vic Legley[71]
- 1943: Lode Eyckermans, scultura[72]
- 1944: Elisabeth Barmarain, scultura[73]
- 1945: Marcel Quinet, musica[74]
- 1946: Jos De Maegd, pittura[75]
- 1956: Olivier Strebelle, scultura[76]
- 1959: Jacqueline Fontyn, musica[77]
- 1961: Alfons Van Meirvenne, scultura[78]
- 1961: Jacques Leduc, musica[79]
- 1965: Frederik Van Rossum, musica[80]
- 1967: Paul Schellekens, architettura[81]
- 1969: Johan Baele, architettura[82]
- 1974: Serge Gangolf, scultura[83]